# Aruküla
Aruküla (em alemão: Aruküla) é uma aldeia na Paróquia de Raasiku, Condado de Harju no norte da Estônia.